# Microsoft Windows 10
Microsoft Windows 10 gehört zur Windows-Familie von Betriebssystemen mit grafischer Benutzeroberfläche des US-Unternehmens Microsoft. Der Nachfolger von Windows 8.1 wurde am 29. Juli 2015 veröffentlicht. Unter allen Windows-Betriebssystemen lag der Marktanteil von Windows 10 im April 2025 weltweit bei rund 54.23 Prozent. Der Nachfolger Windows 11 hatte zum selben Zeitpunkt einen Anteil von 42.66 Prozent. Es wurde erstmals am 30. September 2014 präsentiert und eine geplante Auslieferung des fertigen Systems im Jahr 2015 angekündigt, außerdem erfolgte eine erste Vorschau auf die Software am Folgetag sowie parallel eine weitere etwas später für Windows Server 2016, den Nachfolger von Windows Server 2012 R2.

## Entwicklung
Ab dem 1. Oktober 2014 wurde eine „Technical Preview“ veröffentlicht, also eine Software-Vorschau, später eine „Insider Preview“ genannte Vorabversionen, das Windows-Insider-Programm. Das Betriebssystem wurde Benutzern der Vorgänger Windows 7 und Windows 8/8.1 bis zum 29. Juli 2016 offiziell kostenlos angeboten, wenn es sich zuvor nicht um eine Volumenlizenz handelte. Inoffiziell war das kostenlose Upgrade noch bis zum 20. September 2023 möglich.
Den allgemeinen Support, darunter auch Sicherheitsupdates, für Windows 10 Pro, Home, Enterprise und Education wird Microsoft am 14. Oktober 2025 beenden. Windows 10 ist die letzte Windows-Version, die noch als 32-Bit-Version verfügbar ist und auch PCs mit BIOS unterstützt. Der Nachfolger, Windows 11, setzt den BIOS-Nachfolger UEFI und einen 64-Bit-Prozessor (auf der x86-Architektur „x64“) voraus, worauf Windows 10 ebenfalls läuft.
Für mobile Geräte wie Smartphones wurde die Variante Windows 10 Mobile geschaffen, dessen funktionale Weiterentwicklung aber 2017 beendet wurde. Sicherheitsupdates gab es noch bis zum 14. Januar 2020.

## Neues Veröffentlichungs-Modell
Microsoft sah Windows 10 ursprünglich als letzte Windows-Version nach dem klassischen Versionierungsmuster an. In Zukunft wollte man keine neuen Versionen mehr veröffentlichen; stattdessen sehe man „Windows als eine Dienstleistung“ (SaaS): Nutzer von Windows 10 sollten nicht nur Fehlerkorrekturen erhalten, sondern auch neue Funktionen, die zum Zeitpunkt der ursprünglichen Installation noch gar nicht enthalten waren. Im Juni 2021 tauchten jedoch erste Bilder des Nachfolgers Windows 11 auf. Im Oktober 2022 erschien mit Version 22H2 das letzte Upgrade von Windows 10. Das offizielle Support-Ende war indes bereits 2015 im „Microsoft Support Lifecycle“-Guide angekündigt worden. Dieses steht vor allem deshalb in der Kritik, weil einerseits Windows 10 als letzter klassischer Versions-Wechsel angekündigt worden war. Die Kommunikation seitens des Herstellers war somit alles andere als klar. Andererseits bedeutet das offizielle Ende von Windows 10 auch, dass mit einem möglichen Umstieg auf dessen Nachfolger zahlreiche eigentlich noch brauchbare Computer zu Elektroschrott erklärt werden, denn die Systemanforderungen von Windows 11 wirken gegenüber jenen von Windows 10 als künstlich hoch gesetzt (siehe Abschnitt Kritik an den Hardware-Mindestanforderungen im Artikel zu Windows 11).

## Neuerungen
Windows 10 ist sowohl auf einem Desktop-Computer und Notebook als auch auf einem Tabletcomputer, Smartphone, Convertible, eingebetteten System, Raspberry Pi 2, 3 und 4, Xbox One und der HoloLens lauffähig und stellt somit eine einheitliche Softwareplattform für verschiedene Geräteklassen dar. Dabei passt sich die grafische Benutzeroberfläche je nach Typ des Gerätes an dessen Eigenschaften an.
Bei Convertibles kann Windows 10 mithilfe der neuen „Continuum“-Funktion automatisch erkennen, ob eine Tastatur angeschlossen ist oder nicht, und passt die Bedienoberfläche entsprechend an.

### Neues Startmenü
Während in Windows 8 das Startmenü entfernt und stattdessen eine sogenannte Startseite angeboten wurde, hielt das Startmenü in einer überarbeiteten Version wieder Einzug in Windows 10: Es bietet die bekannte Übersicht über alle installierten Apps, Schaltflächen unter anderem für das Herunterfahren des Systems und die Möglichkeit, Programmverknüpfungen, ähnlich wie bei der mit Windows 8 eingeführten Startseite, in Form von Kacheln anzuheften. Auf diese Art wird die Funktion des Startbildschirms in das Startmenü integriert. Da das Startmenü in seiner Größe anpassbar ist und sich auch bildschirmfüllend verwenden lässt, ersetzt dieses den Startbildschirm.

### Virtuelle Desktops
In Windows 10 gibt es virtuelle Desktops, mit denen mehrere Desktops für verschiedene Bereiche genutzt werden können. Auf jedem virtuellen Desktop können unterschiedliche Fenster abgelegt werden. Mithilfe der „Task-Ansicht“, die über eine Schaltfläche auf der Taskleiste oder den Tastatur-Shortcut  + ↹  erreicht werden kann, lassen sich die Desktops verwalten und Anwendungsfenster zwischen ihnen austauschen. Außerdem kann mit den Shortcuts Strg +  + ← / → zwischen den Desktops gewechselt werden und mit Strg +  + F4 einer entfernt werden.

### Personal Assistant „Cortana“
Wie bereits bei Windows Phone 8.1 hält der Personal Assistant Cortana auch in Windows 10 Einzug. Hierbei wird die aus Windows 8.1 bekannte Suchfunktion durch Cortana ergänzt. Diese lässt sich wahlweise über Tastatureingaben oder Spracheingaben steuern.

### Webbrowser Microsoft Edge
In Windows 10 ist ein neuer Webbrowser enthalten, der schneller, effizienter und personalisierbarer sein soll. Drei neue Merkmale wurden von Microsoft im Vorfeld präsentiert: Webseiten können mit Notizen versehen werden und das so ähnlich einem Screenshot entstandene Dokument gespeichert und Freunden oder Kollegen zur Verfügung gestellt werden; ein „Lesemodus“ blendet den Lesefluss störende Elemente aus, und ein Instapaper ähnelnder Lesezeichen-Service ist in den Browser integriert.
Edge nutzte bis zum Umstieg auf die Chromium-„Engine“ anstatt des im Internet Explorer verwendeten HTML-Renderers Trident die überarbeitete „Engine“ EdgeHTML. Seit dem 15. Januar 2020 wird der neue Edge-Browser mit neuer „Engine“ per Windows-Update aktualisiert.

### Windows Holographic
Windows Holographic ist eine Plattform für Anwendungen im Bereich erweiterte Realität. Die dazugehörige Datenbrille wurde unter der Bezeichnung HoloLens eingeführt.

### Sicherheitsfunktionen
Windows 10 unterstützt den Standard 2.0 der FIDO-Allianz für die Authentifizierung im Internet. Dazu sind sowohl der Standard U2F für die universelle Zwei-Faktor-Authentifizierung als auch der Standard UAF für die universelle Authentifikation ohne Passwort implementiert worden. In diesem Rahmen wurde die Möglichkeit einer biometrischen Authentifizierung von Benutzern unter dem Begriff „Microsoft Hello“ eingeführt.

### Multimedia
Der Media Player von Windows 10 kann (mit einem kostenpflichtigen Addin aus dem Microsoft Store) Videodaten mit High Efficiency Video Coding (HEVC) abspielen sowie Dateien im Containerformat Matroska öffnen.
In Windows 10 ist DirectX 12 integriert, das die Leistung durch hardwarenahe Programmierung verbessern soll. DirectX 12 bietet auch Unterstützung für herstellerunabhängige Multi-GPU-Setups.
Das Windows-Mediencenter ist nicht mehr im Installationsumfang enthalten.

### Apps
Für Windows gibt es nicht mehr unterschiedliche Versionen des Windows-Store (zuvor gab es einen für Windows Phone und einen anderen für Windows 8 und dessen Nachfolgesysteme), sondern einen einheitlichen Store für alle Ausführungen von Windows 10. Apps aus dem Windows-Store, die in der Vergangenheit nur bildschirmfüllend verwendet werden konnten, können nun in Fenstern ausgeführt und damit umfangreich in ihrer Darstellungsgröße verändert werden. Eine Reihe an Apps wird direkt mit dem Betriebssystem ausgeliefert, dazu gehört neben Microsoft Edge auch eine eingeschränkte Ausführung von Microsoft OneNote. OneDrive nimmt für die Synchronisation zwischen verschiedenen Microsoft-Geräten eine zentrale Rolle ein. So sollen auch in der neuen Xbox-App alle Spiele angezeigt werden, die der Anwender auf seinen Geräten installiert hat, und diese plattformübergreifend gespielt werden können. Bei der Präsentation demonstrierte man etwa ein auf der Xbox One gestartetes Multiplayer-Spiel, dem eine auf einem PC spielende zweite Person beitrat.
Anwendungen für Windows 10 basieren auf der Universal Windows Platform (auch: UWP), mit der sie sich für unterschiedliche Geräte mit derselben Codebasis entwickeln lassen.

### Datenübertragung
Mit den Standardeinstellungen, wie sie Windows 10 bei der Expressinstallation vorschlägt, überträgt Windows 10 eine Vielzahl von Telemetriedaten an Microsoft. Für den Sprachassistenten Cortana nutzt Microsoft z. B. den Kommunikationsverlauf und die Inhalte von Nachrichten. Außerdem werden unter anderem folgende Informationen verwendet: Standortinformationen und -verlauf des Geräts, Kontakte, Spracheingaben, Suchverlauf, Kalenderinformationen. Diese Informationen werden auf einem Microsoft-Server im Internet gespeichert. Die übertragenen Daten umfassen außerdem eine appübergreifende Werbe-ID, mit der es möglich ist, einen Benutzer bei der Benutzung unterschiedlicher Apps eindeutig zu identifizieren und ihm personalisierte Werbung anzuzeigen, sobald er Seiten im Internet aufruft. Übertragen werden außerdem nicht näher benannte Informationen zum Schreibverhalten und Informationen zur Standortbestimmung (z. B. über WLANs in der Umgebung). Außerdem gewährt Windows 10 vielen Apps standardmäßig Zugriff auf Webcam und Mikrofon.

### Windows-Blickpunkt
Verschiedene Bilder, die von der Suchmaschine Bing bereitgestellt werden, erscheinen auf dem Sperrbildschirm. Der Nutzer kann diese Bilder bewerten. Zudem kann der Nutzer entscheiden, ob er ähnliche Bilder in Zukunft sehen möchte oder nicht.

### Mehrsprachig
Wurden frühere Windowsversionen in einer bestimmten Sprache ausgeliefert und installiert, so kann die eingestellte und in den Menüs und Dialogen angezeigte Sprache seit Windows 10 während der Sitzung beliebig gewechselt werden. Dies kommt insbesondere Firmen zugute, die Mitarbeiter mit verschiedener Muttersprache aus verschiedenen Ländern am gleichen Arbeitsort haben.

## Editionen
Windows 10 ist in unterschiedlichen Editionen erhältlich, aufgeteilt nach Zielgruppe und Einsatzzweck.

### Desktop und Notebook
- Windows 10 Home für Heimanwender im Privathaushalt
- Windows 10 Pro für Heimanwender und Unternehmen
- Windows 10 Pro for Workstations für Heimanwender und Unternehmen mit anspruchsvollen Bedürfnissen an rechenintensive Arbeitslasten und mit servergleicher Hardware[40]
- Windows 10 Enterprise, mit zusätzlichen Funktionen für Unternehmen. Seit Version 1607 gibt es beispielsweise 13 Gruppenrichtlinien-Einstellungen insbesondere mit Bezug zum Sperrbildschirm und Store („Cloud-Inhalte“), die nur noch in Windows 10 Enterprise und Education verfügbar sind.[41] Der Nutzer erwirbt beim Kauf ein zweijähriges Abonnement namens Software Assurance. Verlängert er dieses nicht, ist er verpflichtet, zu Windows 10 Enterprise LTSC zu wechseln.
- Windows 10 Enterprise E3 und E5 stellen über ein Abo-Modell zusätzliche Funktionen für Unternehmen bereit und setzen Windows 10 Pro oder Enterprise voraus.
- Windows 10 Enterprise LTSC (früher LTSB,) berechtigt zusätzlich zur Nutzung des Long-Term Servicing Channel bzw. Branch, welcher 10 Jahre Unterstützung ohne Funktionsupgrades ermöglicht (nur bis einschließlich 2019. Seit der 2021er-Version nur noch 5 Jahre. Ausnahme: IoT Enterprise LTSC[42]).[43] Dieser Edition fehlen der Windows Store, Edge und Cortana sowie alle Apps außer Einstellungen, Suche und Support kontaktieren. Unverändert enthalten sind die in früheren Windows-Versionen als Zubehör bekannten Desktop-Apps. Windows 10 Enterprise LTSC erschien bisher in den Versionen 1507, 1607, 1809 und 21H2. Soll ein Funktionsupgrade auf eine neue LTSC-Version, die inzwischen nur noch 2- bis 3-jährlich erscheinen, durchgeführt werden, muss dieses anders als bei den anderen Editionen käuflich erworben werden.
- Windows 10 Education als spezielle Version der Enterprise Edition für Bildungseinrichtungen
- Windows 10 Pro Education für Bildungseinrichtungen, die auf PCs vorinstalliert ausgeliefert werden darf. Mit der Pro-Version vergleichbar. Seit dem Anniversary Update verfügbar.[44]
- Windows 10 Home im S Modus sowie Windows 10 Pro im S Modus als reduzierte Variante, hervorgegangen aus Windows 10 S, auf der mit Ausnahme von Microsoft Teams nur Anwendungen aus dem Microsoft Store installiert werden können und somit nur Microsoft Edge als Browser zur Verfügung steht.[45] Ein Wechsel in die Version Windows 10 Home oder Windows 10 Pro ist in einem nicht rückgängig zu machenden Schritt kostenlos möglich.[46] Eine ursprünglich von Microsoft für diesen Wechsel angedachte Gebühr wurde nicht eingeführt.[47] Auch Windows 10 Enterprise sowie Windows 10 Education bieten den S Modus. Bei Erscheinen wurde Windows 10 S als Konkurrenz zu Google Chrome OS, vor allem im Bildungsbereich und für kostengünstige Hardware, gesehen.[48]

Alle Editionen sind jeweils als 32-Bit- und 64-Bit-Version erhältlich sowie als Version ohne „medienrelevante Technologien“ (N- bzw. KN-Versionen).

### Kleine Mobilgeräte
- Windows 10 Mobile für Smartphones und kleine Tablets (z. B. Phablets)
- Windows 10 Mobile Enterprise, mit zusätzlichen Funktionen für Unternehmen

### Internet der Dinge (IoT)
- Windows 10 IoT Core, kostenlose IoT-Version für den Raspberry Pi 2/3, MinnowBoard Max und DragonBoard 410c[50]
- Windows 10 IoT Core Pro, kommerzielle IoT-Version („OEM-exklusive SKU“) für den Raspberry Pi 2/3, MinnowBoard Max und DragonBoard 410c[50]
- Windows 10 IoT Mobile Enterprise[51]
- Windows 10 IoT Enterprise[51]
- Windows 10 IoT Enterprise LTSB/LTSC

### Gerätespezifisch
- Windows 10 Team ist eine gerätespezifische Version von Windows 10 für das Surface Hub.[52]

## Verfügbarkeit
Mit Windows 10 schafft Microsoft Windows Phone und Windows RT ab und verwendet auf allen Plattformen den einheitlichen Namen „Windows 10“. Windows 10 wird als Update auf aktuellen Windows-Phone-Smartphones angeboten. Für Geräte mit Windows RT gibt es allerdings keine Umstiegsmöglichkeit auf Windows 10.
Die Windows Technical Preview war seit Anfang Oktober 2014 als 32- und 64-Bit-Version zunächst in den Sprachen Englisch (USA), Englisch (UK), Chinesisch und Portugiesisch (BR) zum Herunterladen (rund 4 GB) verfügbar. Die automatische Update-Funktion war für die Preview-Versionen nicht deaktivierbar, und Microsoft behielt sich eine Erfassung von Nutzungsdaten in der Vorabversion vor.
Im November 2014 hatte Microsoft die Versionsnummer des Kernels intern von 6.4 auf 10.0 erhöht und kündigte deren Übernahme in die nächste Veröffentlichung an.
Seit Ende Januar 2015 (Build 9926) waren neben der deutschen Version über 20 weitere Sprachen als ISO-Image zum Herunterladen nach einer Registrierung im Rahmen des Windows Insider Program oder auf entsprechenden Kanälen wie MSDN oder TechNet verfügbar. Als Paket zum Herunterladen wurde die deutschsprachige Preview-Version sowohl als 32-Bit- (≈ 3 GB) als auch als 64-Bit-Version (≈ 4 GB) bereitgestellt.
Seit Ende April 2015 (Build 10074) hießen die Vorabversionen Windows Insider Preview.
Ab 29. Juli 2015 wurde die fertige Version verteilt (Build 10240), wobei diese mit dem bereits am 15. Juli verteilten Insider-Preview-Build mit derselben Build-Nummer identisch ist. Somit nutzten die etwa fünf Millionen Teilnehmer des Windows-Insider-Programms die fertige Version bereits vor dem Tag der Veröffentlichung („release day“). Windows-Benutzer, die ein Upgrade, d. h. einen Umstieg auf eine neuere Betriebssystemversion, reserviert hatten, erhielten Windows 10 in mehreren Schritten in den folgenden Tagen und Wochen.

## Systemanforderungen
Windows 10 hat grundsätzlich ähnliche Anforderungen an die Hardware wie die Vorgängerversionen Windows 7 oder Windows 8(.1). Im Gegensatz zu Windows 8 wird zum Starten von Apps keine Mindest-Bildschirmauflösung von 1024 × 768 Pixeln benötigt.
| Komponente                      | x86-Architektur                                                               | x86-Architektur                                                                            |                          |
| Komponente                      | 32-Bit-Version (bis Version 1909 bei Neugeräten) *                            | 64-Bit-Version                                                                             |                          |
| ------------------------------- | ----------------------------------------------------------------------------- | ------------------------------------------------------------------------------------------ | ------------------------ |
| System-Firmware                 | BIOS oder EFI-CSM (unterstützte Partitionstabelle für die Bootpartition: MBR) | BIOS oder EFI-CSM (unterstützte Partitionstabelle für die Bootpartition: MBR)              |                          |
| System-Firmware                 | 32-Bit-UEFI 2.x 1 (Partitionstabelle: GPT)                                    | 64-Bit-UEFI 2.x 1 (Partitionstabelle: GPT)                                                 |                          |
| Prozessor                       | 1-GHz-Prozessor oder -SoC (IA-32) mit PAE, NX und SSE2                        | zusätzlich 64-Bit-Modus und Unterstützung der Befehle CMPXCHG16b, PrefetchW und LAHF/SAHF. |                          |
| Arbeitsspeicher                 | 1 GB (bis Version 1511 oder bei Update)                                       | 2 GB                                                                                       | 2 GB                     |
| Arbeitsspeicher                 | 2 GB (ab Version 1607 bei Neugeräten)                                         | 2 GB                                                                                       | 2 GB                     |
| Grafikkarte                     | DirectX 9+ mit WDDM-1.0-Treiber                                               | DirectX 9+ mit WDDM-1.0-Treiber                                                            |                          |
| Display                         | Auflösung von mind. 800 × 600 Pixeln                                          | Auflösung von mind. 800 × 600 Pixeln                                                       |                          |
| benötigter freier Speicherplatz | 16 GB (bis Version 1809)                                                      | 20 GB (bis Version 1809)                                                                   | 20 GB (bis Version 1809) |
| benötigter freier Speicherplatz | 32 GB (ab Version 1903)                                                       |                                                                                            |                          |

Es gibt jedoch einige Einschränkungen, gerade bei älteren Computern. Beispielsweise werden energiesparende, aber auch leistungsschwache Computer von ca. 2012/2013, meist Tablets, die einen Atom-Prozessor der Clover-Trail-Plattform von Intel verwenden (Atom Z26xx-Serie), seit Version 1703 „Creators Update“ nicht mehr unterstützt. Microsoft sicherte in diesem Fall jedoch die Unterstützung von Version 1607 „Anniversary Update“ bis Januar 2023 zu, so wie es die entsprechenden Geräte mit dem vorinstallierten Windows 8.1 auch gehabt hätten.

## Windows-10-Versionen

### Allgemeines
Für alle Windows-10-Editionen außer den LTSB- beziehungsweise LTSC-Editionen werden im Zuge des Modern Lifecycle zweimal pro Jahr neue Versionen (Featureupdates) über den Semi-Annual Channel (SAC) veröffentlicht – zumeist im März und September. Featureupdates erhalten jeweils 18 Monate lang Support, wobei Enterprise- und Education-Editionen zwölf zusätzliche Monate Support für das September-Featureupdate erhalten.
Die Inanspruchnahme von Support erfordert, dass alle vorherigen Sicherheitsaktualisierungen installiert wurden. Die LTSB- beziehungsweise LTSC-Editionen erhalten im Zuge des Fixed Lifecycle fünf Jahre regulären Support und weitere fünf Jahre erweiterten Support.
Für die LTSC-Edition der 1809-Version endet der reguläre Support am 9. Januar 2024, der erweiterte Support am 9. Januar 2029.
Microsoft veröffentlicht kontinuierlich Systemaktualisierungen („Updates“), um Fehler zu beheben und Funktionen zu ergänzen. Hinzu kommen regelmäßig kumulative Pakete, die Windowsplattformen mit allen nach den Releases erschienenen Einzelupdates aktualisieren und um Funktionen aus den „Insider Builds“ ergänzen.
Ab Build 10586 vom 12. November 2015 wird als Versionsnummer eine vierstellige Zahl, bestehend aus den zwei letzten Stellen der Jahreszahl und dem zweistelligen Monat, verwendet. Build 10586 ist somit Windows 10 1511, was für 2015, Monat 11, also November, steht. Seit Build 19042, dem Oktober-Update 2020, wird der Monat weggelassen und stattdessen das Halbjahr verwendet: Version 20H2 (für 2. Halbjahr 2020).

### Versionsgeschichte
Windows-10-Versionsinformationen:
| Version                                                                                        | Build | Name (Codename)                              | Erscheinungsdatum | Supportende                          | Supportende            | Supportende      | Supportende      |
| Version                                                                                        | Build | Name (Codename)                              | Erscheinungsdatum | GAC / CB                             | GAC / CB               | LTSC / LTSB      | LTSC / LTSB      |
| Version                                                                                        | Build | Name (Codename)                              | Erscheinungsdatum | Home / Pro                           | Enterprise / Education | Enterprise       | IoT              |
| ---------------------------------------------------------------------------------------------- | ----- | -------------------------------------------- | ----------------- | ------------------------------------ | ---------------------- | ---------------- | ---------------- |
| 1507                                                                                           | 10240 | Release to Manufacturing (RTM) (Threshold 1) | 29. Juli 2015     | 9. Mai 2017                          | 9. Mai 2017            | 14. Oktober 2025 | 14. Oktober 2025 |
| 1511                                                                                           | 10586 | November Update (Threshold 2)                | 10. November 2015 | 10. Oktober 2017                     | 10. Oktober 2017       | —                | —                |
| 1607                                                                                           | 14393 | Anniversary Update (Redstone 1)              | 2. August 2016    | 10. April 2018                       | 9. April 2019          | 13. Oktober 2026 | 13. Oktober 2026 |
| 1607                                                                                           | 14393 | Anniversary Update (Redstone 1)              | 2. August 2016    | 10. Januar 2023 für Intel Atom Z2000 |                        | 13. Oktober 2026 | 13. Oktober 2026 |
| 1703                                                                                           | 15063 | Creators Update (Redstone 2)                 | 5. April 2017     | 9. Oktober 2018                      | 8. Oktober 2019        | —                | —                |
| 1709                                                                                           | 16299 | Fall Creators Update (Redstone 3)            | 17. Oktober 2017  | 9. April 2019                        | 13. Oktober 2020       | —                | —                |
| 1803                                                                                           | 17134 | April-2018-Update (Redstone 4)               | 30. April 2018    | 12. November 2019                    | 11. Mai 2021           | —                | —                |
| 1809                                                                                           | 17763 | Oktober-2018-Update (Redstone 5)             | 2. Oktober 2018   | 10. November 2020                    | 11. Mai 2021           | 9. Januar 2029   | 9. Januar 2029   |
| 1903                                                                                           | 18362 | Mai-2019-Update (19H1)                       | 21. Mai 2019      | 8. Dezember 2020                     | 8. Dezember 2020       | —                | —                |
| 1909                                                                                           | 18363 | November-2019-Update (19H2)                  | 12. November 2019 | 11. Mai 2021                         | 10. Mai 2022           | —                | —                |
| 2004                                                                                           | 19041 | April-2020-Update (20H1)                     | 27. Mai 2020      | 14. Dezember 2021                    | 14. Dezember 2021      | —                | —                |
| 20H2                                                                                           | 19042 | Oktober-2020-Update (20H2)                   | 20. Oktober 2020  | 10. Mai 2022                         | 9. Mai 2023            | —                | —                |
| 21H1                                                                                           | 19043 | Mai-2021-Update (21H1)                       | 18. Mai 2021      | 13. Dezember 2022                    | 13. Dezember 2022      | —                | —                |
| 21H2                                                                                           | 19044 | November-2021-Update (21H2)                  | 16. November 2021 | 13. Juni 2023                        | 11. Juni 2024          | 12. Januar 2027  | 13. Januar 2032  |
| 22H2                                                                                           | 19045 | 2022-Update (22H2)                           | 18. Oktober 2022  | 14. Oktober 2025                     | 14. Oktober 2025       | —                | —                |
| Legende:Ältere Version; nicht mehr unterstütztÄltere Version; noch unterstütztAktuelle Version |       |                                              |                   |                                      |                        |                  |                  |

Eine Dokumentation zu früheren, jetzigen und geplanten zukünftigen Windows-10-Versionen wird von Microsoft zum ausführlichen Informieren bereitgestellt. Eine Nutzungsstatistik zu den verschiedenen Versionen wurde im AdDuplex-Report veröffentlicht.

#### Version 1507 (RTM)
Die erste RTM-Version von Windows 10 ist am 29. Juli 2015 erschienen. Nach Meinung von Autoren der Fachpresse war Windows mit diesem Build noch unfertig.
Um Windows 10 gratis aktivieren zu können, musste man aus einem bereits aktivierten Windows 7 oder 8/8.1 heraus ein Upgrade durchführen. Der Support für die RTM-Version wurde am 9. Mai 2017 eingestellt.

#### Version 1511 (November Update)
Das November-Update brachte Detailverbesserungen, wie die vereinheitlichte Optik vieler Kontextmenüs. Erstmals konnte man Windows 10 bei einer Neuinstallation im von Microsoft angegebenen Zeitraum direkt mit einem Produktschlüssel von Windows 7 oder 8/8.1 gratis aktivieren.

#### Version 1607 (Anniversary Update)
Das „Anniversary Update“ für Windows 10 beinhaltet unter anderem folgende Neuerungen:
- Verbesserte Unterstützung von Eingabestiften mit Windows Ink.
- Überarbeitetes Startmenü.
- Cortana versteht mehr Befehle, ist tiefer im System integriert und funktioniert auch auf gesperrtem Bildschirm.
- Edge-Browser unterstützt Erweiterungen und das Anheften von Tabs.
- Windows Defender kann im „Offline“-Modus starten, noch bevor das Betriebssystem geladen wird.
- Einige Gruppenrichtlinienobjekte verlieren unter Windows 10 Pro ihre Wirkung.[96]
- Das Windows-Subsystem für Linux (WSL), eine Kompatibilitätsschicht zum Ausführen von Linux-Programmdateien. Dies kann man ab dieser Version als experimentelle Funktion aktivieren.[97]
- In der 32-Bit-Version sind die Systemanforderungen bei Neugeräten von 1 auf 2 GB Arbeitsspeicher gestiegen.[68]

Die Build-Nummern von Desktop- und Mobil-Version wurden zwischenzeitlich angeglichen, dadurch gab es einen größeren Sprung bei der Build-Nummer.
Für Intel-Atom-Z2000-basierte Computer – das sind Atom-CPUs der Cloverview-Reihe, die hauptsächlich in Netbooks und Tablets Verwendung fanden – hat Microsoft den Support bis Januar 2023 erweitert, analog zum Support-Zeitraum von Windows 8.1, weil es für spätere Windows-Versionen (ab 1703, Creators Update) keine kompatiblen Grafiktreiber von Intel mehr gibt.

#### Version 1703 (Creators Update)
Das „Creators Update“ wurde am 6. April 2017 zur manuellen Installation veröffentlicht. Die Verteilung per Windows-Update startete am 11. April 2017. Die Aktualisierung enthält unter zahlreichen Detailverbesserungen insbesondere die folgenden Änderungen und Neuerungen:
- Die Datenschutzoptionen sind ausführlicher und transparenter erklärt.
- Paint 3D ermöglicht es, einfache dreidimensionale Zeichnungen anzufertigen.
- Der Nachtmodus ändert die Farbtemperatur der Bildschirmausgabe abhängig von der Tageszeit.
- Ein Spielmodus soll die Leistung in Computerspielen durch Freigabe von Ressourcen verbessern.
- Verbesserte Darstellung älterer Anwendungen bei der Bildschirmskalierung.

#### Version 1709 (Fall Creators Update)
Die am 17. Oktober 2017 erschienene Aktualisierung beinhaltet folgende Neuerungen:
- OneDrive-Funktion „Dateien bei Bedarf“: In der Cloud gespeicherte Dateien werden nur bei Bedarf heruntergeladen.
- Überwachter Ordnerzugriff: Nur Programme, denen die entsprechende Erlaubnis erteilt wurde, dürfen in persönliche Ordner schreiben.
- Microsoft Edge kann Inhaltsverzeichnisse von PDF-Dateien anzeigen und Formulardaten ausfüllen.
- Das Erstellen neuer Partitionen mit ReFS ist nur noch in den Versionen Enterprise und Pro for Workstations möglich statt wie bis zu diesem Zeitpunkt auch mit den für Heimanwender vorgesehenen Editionen.

#### Version 1803 (April-2018-Update)
Die Aktualisierung enthält folgende Neuerungen:
- Verbesserte Personenleiste
- Neue Timeline-Funktion
- Verbesserungen beim Update-Prozess
- Unterstützung des Bildformats HEIF ohne Zusatzprogramme
- Fluent Design in den Einstellungen und einigen vorinstallierten Apps

Das Support-Ende der Editionen (IoT) Enterprise und Education wurde aufgrund von COVID-19 vom 10. November 2020 um ein halbes Jahr auf den 11. Mai 2021 verschoben, um betroffenen Benutzergruppen mehr Zeit für ein Upgrade zu geben.

#### Version 1809 (Oktober-2018-Update)
Die am 2. Oktober 2018 erschienene Aktualisierung enthält folgende Neuerungen:
- System- und Speicheroptimierung (Storage Sense)
- Windows Defender System Guard für alle Windows-10-Editionen (verbesserte Verhaltenserkennung)
- Erweiterung der Cortana-Unterstützung bei der Windows- und Geräteinstallation
- Neue Spielleiste mit FPS-Anzeige, Prozessor- und RAM-Auslastung
- Neue Funktionen für den Edge-Browser
- Zwischenablage kann mehrere Elemente enthalten und lässt sich zwischen mehreren Geräten synchronisieren

Von der Version 1809 gibt eine Variante mit 10 Jahren Support. Diese trägt nicht mehr wie bisher die Bezeichnung „LTSB“ (für englisch Long-Term Servicing Branch), sondern „LTSC“ (für Langfristiger Servicekanal, übersetzt).
Die Auslieferung des Updates wurde anfangs wegen Fehlern gestoppt, Microsoft warnte vor der Installation aufgrund von Datenverlusten bei einigen Anwendern. Seit 13. November 2018 ist eine korrigierte Version 1809 verfügbar. Den Tag der Wiederveröffentlichung gibt Microsoft seither als Releasetag an und zählt von dort an die Servicefristen.
Im Zuge der Corona-Krise hatte Microsoft das bevorstehende Supportende für die Windows-10-Version 1809 um 6 Monate, auf den 10. November 2020 verschoben, damit Firmen und Privatpersonen, aber auch Schüler und Studenten, die derzeit noch die veraltete Windows-10-Version einsetzen, sich in der Krise nicht um die nötigen Upgrades auf ein neueres Betriebssystem kümmern müssen und Windows 10 weiterhin sicher nutzen können. Die Enterprise- und Education-Versionen erhielten Updates bis zum 11. Mai 2021.

#### Version 1903 (Mai-2019-Update)
Diese Aktualisierung verbessert die Stabilität und enthält folgende Neuerungen:
- Acryl-Effekt im Anmeldebildschirm.
- Neues helles Theme für das Startmenü, die Taskleiste, Apps, Explorer und neuer Standard-Hintergrund.
- Windows Sandbox (virtualisiertes Windows 10 zum Testen von Programmen)
- Updates lassen sich jetzt auf jeder Windows-10-Edition zeitweise pausieren.
- Weitere vorinstallierte Apps lassen sich nun im Startmenü deinstallieren.
- Cortana wurde von der Suche getrennt, und die Suchansicht wurde überarbeitet. Cortana und Suche wurden auch in den Einstellungen getrennt.
- Das Emoji-Panel wurde aktualisiert.
- In der App „Ausschneiden und Skizzieren“ lassen sich nun auch einzelne Fenster ausschneiden.
- Beim Ausliefern von der Version 1903 ändert sich die Art der Installation, um Abstürze bei der Installation zu verhindern.

#### Version 1909 (November-2019-Update)
Neben Verbesserungen in Sachen Leistung, Zuverlässigkeit und Energieeffizienz enthält die Aktualisierung folgende Neuerungen:
- Termine lassen sich direkt über die Kalenderfunktion der Taskleiste eintragen.
- Beim Zeigen per Maus wird der Navigationsbereich des Startmenüs automatisch eingeblendet.
- Apps und Programme werden in den Einstellungen standardmäßig nach Datum absteigend sortiert statt nach Namen.
- Sprachassistenten lassen sich über den Sperrbildschirm ausführen.
- Das Suchfeld im Explorer wird durch die Windowssuche unterstützt, sodass OneDrive-Inhalte mit einbezogen werden.

Bei einem Update von Version 1903 entfällt der übliche Upgrade-Mechanismus. Die neuen Funktionen werden in diesem Fall als reguläre Updates verteilt.

#### Version 2004 (April-2020-Update)
Nach dem bisherigen Zyklus hätte diese Version eigentlich 2003 heißen müssen. Laut Microsoft wurde sie jedoch 2004 genannt, um eine Verwechslung mit Windows Server 2003 zu vermeiden. Microsoft erlaubt nun nicht mehr, dass Erstausrüster die 32-Bit-Version auf Neugeräten vorinstallieren.
- Überarbeitete Einstellungen-App
- Merkfunktion für Anwendungen: In den Anmeldeoptionen kann die Funktion „Apps neu starten“ aktiviert werden, wodurch nach dem Starten nach vorherigem Herunterfahren oder Neustarten die vorher geöffneten Anwendungen wieder geöffnet werden. Dadurch entsteht keine weitere Wartezeit nach dem Anmelden, da die Anwendungen bereits im Anmeldebildschirm geladen werden.
- Virtuelle Desktops lassen sich nun umbenennen[112]
- Unterstützung für Wi-Fi 6 und WPA3[113]
- Aktualisierung von WSL auf Version 2

#### Version 20H2 (Oktober-2020-Update)
Das „Oktober 2020 Update“ heißt nun offiziell „Version 20H2“ (für das 2. Halbjahr 2020) und wurde am 21. Oktober 2020 verfügbar gemacht. Bei einem direkten Upgrade von Version 2004 über die Windows-Update-Funktion entfällt abermals, wie schon von Version 1903 auf 1909, der vollständige Upgrade-Mechanismus, da die neuen Funktionen bereits über die regulären Aktualisierungen verteilt wurden und über ein nur wenige Kilobyte großes „Enablement Package“ aktiviert werden.
Neben einer überarbeiteten Optik betrifft eine wesentliche Änderung den Edge-Browser: der bisherige, nun Edge Legacy bezeichnete Webbrowser, der seit 2015 in Windows 10 enthalten war, wurde vom ab 2018 entwickelten Chromium-basierten „neuen“ Edge vollständig ersetzt.

#### Version 21H1 (Mai-2021-Update)
Microsoft hat die Version 21H1 am 17. März 2021 für Geräte im Beta Channel zum Update bereitgestellt, seit 18. Mai 2021 wird sie über Windows Update verteilt. Es handelt sich dabei wieder um ein „kleines Funktions-Update“. Mit dem nur wenige Kilobyte großen Enablement Update KB5000736 kann ein vorhandenes Windows 10 2004 oder 20H2 auf Version 21H1 aktualisiert werden. Das Update enthält wenige Neuerungen, da sich Microsoft nach eigenen Angaben auf Verbesserungen bei der Sicherheit, dem Fernzugriff und der Qualität konzentriert hat.

#### Version 21H2 (November-2021-Update)
Das November-Update vom zweiten Halbjahr 2021 ist abermals als Enablement Update erschienen und seit dem 16. November 2021 allgemein verfügbar. Es sind kaum neue Funktionen hinzugekommen, da sich Microsoft auf Verbesserung bei der Produktivität, Verwaltung und Sicherheit konzentriert hat. Zu den Neuerungen zählen u. a. die Unterstützung des WPA3-H2E-Standards für eine verbesserte Wi-Fi-Sicherheit und die kennwortlose Anmeldung mittels Windows Hello for Business. Version 21H2 ist nach 1809 wieder eine LTSC-Version: Windows 10 Enterprise LTSC 2021 wird 5 Jahre unterstützt, Windows 10 IoT Enterprise LTSC 2021 10 Jahre (bis zum 13. Januar 2032).
Vom bisherigen halbjährlichen Update-Zyklus geht Microsoft nun, wie es auch beim ca. einen Monat zuvor erschienenen Nachfolger Windows 11 (Version 21H2) bereits vorgesehen ist, auf jährliche Funktionsupdates über.

#### Version 22H2 (2022-Update)
Microsoft verteilt das Jahres-Update seit 20. Oktober 2022 auch für Windows 10, ca. einen Monat nachdem das 22H2-Update für Windows 11 verfügbar gemacht wurde. Für die Home- und Pro-Editionen sollte es 18 Monate bis zum 14. Mai 2024, für die Enterprise-Edition rund 30 Monate Support bis zum 13. Mai 2025 geben. Im Enterprise- und IoT-Bereich bleibt damit die Vorversion 21H2 die Long-Term-Support-Fassung, bzw. bei der Enterprise-Edition zusätzlich Version 1809. Im April 2023 wurde bekannt, dass die Version 22H2 die letzte Version von Windows 10 sein wird und bis zum Gesamtende des Supports der meisten Windows 10-Editionen im Oktober 2025 unterstützt wird.
Das Update ist für Windows 10 ab Version 2004 (und bis 21H2) als Enablement Package ausgelegt, womit ein aufwändiger Upgrade-Prozess entfällt. Über die genauen Änderungen, die diese Aktualisierung mit sich bringt, hat sich Microsoft anfangs bedeckt gehalten.

## Namensgebung
Windows 10 folgt auf Windows 8.1 und wurde zunächst in vielen Artikeln und auch von Microsoft-Verantwortlichen als Windows 9 bezeichnet. Laut Microsofts Marketing-Chef Tony Prophet wurde der Name Windows 9 übersprungen, um damit deutlich zu machen, dass die Änderung „keinen stufenweisen Schritt gegenüber Windows 8.1 darstelle, sondern ein grundlegender Schritt“ sei. Es gab jedoch auch zahlreiche Spekulationen über das Überspringen der Version 9, darunter ein technischer Grund: Ältere Windows-Programme könnten nach der Zeichenkette „Windows 9“ suchen, um die Kompatibilität mit dem aktuell laufenden Windows-Betriebssystem zu prüfen, und würden es fälschlicherweise als Windows 9x identifizieren. Ein weiterer Grund, über den spekuliert wurde, beruhte auf Marketing-Erwägungen: Demnach sollte die Zahl 10 eine Gleichwertigkeit mit dem Apple-Betriebssystem (Mac) OS X, wo das „X“ ebenfalls für die Zahl 10 steht, ausdrücken. (Seit 2016 heißt das Apple-Betriebssystem „macOS“ und wird seit 2020 auch in der Hauptversion erhöht, damals von 10 auf 11.)
Die Namen des neuen Browsers Edge und der Sprachassistentin Cortana sowie der Arbeitstitel von Windows 10 „Threshold“ sind auf die Spieleserie Halo zurückzuführen. Der Codename „Redstone“ für die zweite Hauptversion von Windows 10 geht auf das Spiel Minecraft zurück.

## Kontroversen und Kritik

### Datenschutz

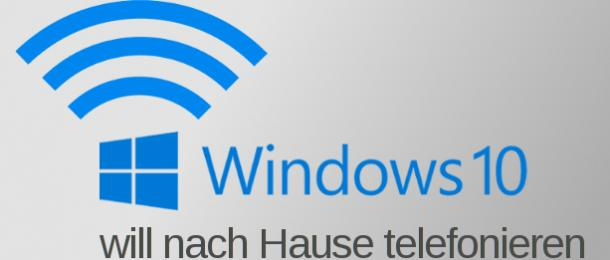
Karikatives Windows-10-Logo anlässlich des BigBrotherAwards 2018 Kategorie Technik an Microsoft Deutschland für die kaum deaktivierbare Telemetriedaten-Übertragung bei Windows 10

Für heftige Kritik sorgte die gegenüber den Vorgängerbetriebssystemen ausgeweitete Übertragung von Daten an Microsoft. Der Umfang der Datenerhebung orientiert sich an Apple, Facebook und Google. In Anbetracht dessen warnen Verbraucherschützer vor einer umfassenden Ausforschung des Nutzers – die Verbraucherzentrale schreibt, dass sich der „PC in eine Art private Abhöranlage verwandelt“. Windows 10 übermittle Nutzerdaten wie Name, Alter, Geschlecht, Standort, gekaufte Digitalgüter und teilweise auch aufgerufene Websites oder Suchbegriffe an Microsoft. Das Sammeln von Nutzerdaten könne nur zum Teil begrenzt, nicht aber deaktiviert werden. Die Übertragung von Diagnose- und Nutzungsdaten lasse sich nicht vollständig abschalten.
Der Verbraucherschutzzentrale NRW zufolge werden die in der EU geltenden Datenschutzbestimmungen verletzt. Anwender werden unzureichend über die Verwendung erhobener Daten informiert. Dagegen erklärte die bayerische Datenschutzbehörde gegenüber ComputerBase, die Datenschutzbestimmungen seien relativ umfangreich und klar verständlich. Er begrüße, dass man viele Optionen erhält, um die Privatsphäre zu schützen. So könne man die Einstellungen für einzelne Apps separat anpassen.
Allerdings bezog sich die Untersuchung des Bayerischen Landesamtes für Datenschutzaufsicht auf die teure Enterprise-Version. Unternehmen können diese datenschutzkonform nutzen, nachdem sie die Gruppenrichtlinien änderten. Die bayerische Einschätzung lehnen andere Aufsichtsbehörden ab. Laut der niederländischen Datenschutzbehörde Autoriteit Persoonsgegevens (AP) verletzt Windows 10 das in der EU geltende Datenschutzrecht. „Aufgrund von Microsofts Vorgehensweise haben Nutzer keine Kontrolle über ihre Daten“, so die Behörde. Wilbert Tomesen, der stellvertretende Datenschutzbeauftragte in den Niederlanden, sagt: „Es stellt sich heraus, dass Microsofts Betriebssystem jeden Schritt, den du an deinem Computer machst, verfolgt. Das mündet in ein intrusives Profil deiner selbst.“
Das Bundesamt für Sicherheit in der Informationstechnik (BSI) erstellte als nationale Cyber-Sicherheitsbehörde im Sinne eines digitalen Verbraucherschutzes für Bürger, Unternehmen, Behörden und Regierungsstellen eine umfangreiche Studie zu Systemaufbau, Protokollierung, Härtung und Sicherheitsfunktionen bei Windows 10, kurz: SiSyPHuS Win10. Im ersten Teilziel untersuchte man die Telemetriedaten, die Microsoft bei standardmäßiger Nutzung erhält. Hierzu fiel auf, dass Windows 10 umfangreiche Nutzungs- und Systeminformationen an Microsoft sendet. Der Datenfluss lasse sich mit hohem Aufwand technologisch stoppen, in der normalen Anwenderpraxis sei dies aber selbst für versierte Nutzer weitgehend unrealistisch.
Im April 2018 erhielt Microsoft Deutschland einen deutschen Big Brother Award in der Kategorie Technik für die laut Laudator Frank Rosengart (CCC) kaum deaktivierbare Telemetrie (Übermittlung von Diagnose-Daten) in „Windows 10“.

### Wechsel von Standardprogrammen
Der Browserhersteller Mozilla übte Kritik an der Art, wie Windows mit Standardprogrammen umgeht: Egal welchen Browser der Benutzer vor einem Umstieg („upgrade“) auf Windows 10 ausgewählt hatte, legt Windows automatisch den Edge-Browser als neuen Standard fest. Wegen Änderungen an der Benutzeroberfläche müsse der Benutzer, um in Windows 10 ein anderes Standardprogramm festzulegen, verglichen mit Windows 8 außerdem mehr als doppelt so viele Klicks ausführen. Wenn der Benutzer in einer App bestätigt, dass er diese als Standardanwendung nutzen möchte, setzt Windows 10 sie nicht als Standard, sondern öffnet lediglich ein Einstellungsfenster, in dem weiterhin die zuvor ausgewählte Standardanwendung eingestellt ist; der Benutzer muss hierin dann manuell die gewünschte Standardanwendung einstellen. Diese erhöhte Komplexität stehe der Entscheidungsfreiheit im Weg, so Mozillas CEO Chris Beard.
Seit Februar 2024 erschwert es Microsoft für Windows 10 (KB5034763) und Windows 11 (KB5034765) weltweit, Dateiverknüpfungen und den Standardbrowser zu ändern. Ein Registrierungsschlüssel verbindet als Prüfsumme eine PDF-Dateierweiterung oder ein URL-Protokoll (HTTP, HTTPS) mit dem entsprechenden Programm. Änderungen außerhalb der Windows-Einstellungen verwehrt nun der Windows-Filtertreiber c:\windows\system32\drivers\UCPD.sys.
Den Treiber zu deaktivieren erfordert, ihn über die Registrierungsdatenbank auszuschalten und die geplante Aufgabe „UCPD velocity“ zu löschen oder zu deaktivieren.

### Kontroversen um die geänderte Update-Prozedur
Bis einschließlich Windows 8.1 war es möglich, einzelne Windows-Updates von der Installation auszuschließen (bzw. auf Updates gänzlich zu verzichten). Bei dem für Privatanwender konzipierten Windows 10 Home kann der Benutzer nur noch den Zeitpunkt des Neustarts nach einem Aktualisierungsvorgang festlegen, nicht aber, ob ein Update-Paket überhaupt installiert werden soll oder nicht. Benutzer von Windows 10 Pro können die Installation zwar zeitlich aufschieben, aber nicht verhindern. Dies soll zum einen Sicherheitsrisiken minimieren, aber auch die Kompatibilität von Dritt-Anwendungen erhöhen bzw. die Pflege von Software vereinfachen.
Für diese Änderung wurde Microsoft kritisiert, da es vorkommen kann, dass Updates die ordnungsgemäße Funktion des Computers stören. Zwar können einzelne Updates mit Hilfe eines von Microsoft zur Verfügung gestellten Workarounds ausgeblendet und dadurch an der Installation gehindert werden, in vielen Fällen ist dies jedoch erst nach der einmaligen Installation und anschließenden Deinstallation des betreffenden Updates möglich. So wurde im August 2015 ein fehlerhaftes Update veröffentlicht, das unter bestimmten Umständen zu einer Installations-Endlosschleife führte, dessen Installation nicht verhindert werden konnte.
Aber auch der damit einhergehende Kontrollverlust wird kritisiert, da die Installation von Funktions-Updates nicht verhindert werden kann, solange eine Internetverbindung besteht. Zukünftige Updates könnten etwa die Bedienbarkeit beeinflussen, ohne dass dem Benutzer die Wahl gelassen wird, diese Änderung zu übernehmen oder nicht. Der Kryptologe Rüdiger Weis zog durch den Zwang zur Installation der Updates sogar Parallelen zu einem Botnetz, da genauso wie bei selbigem „fremde Leute ohne Genehmigung auf meinem System Code ausführen können“.
Im November 2015 kam es erneut zu einer Kontroverse, nachdem bei der Aktualisierung auf Version 1511 automatisch bestimmte Anwendungsprogramme und Gerätetreiber aus Kompatibilitätsgründen deinstalliert und einige Benutzereinstellungen auf den Standardwert zurückgesetzt worden waren, ohne dass dies verhindert werden konnte. Für Kritik sorgte auch der Umstand, dass der Benutzer nicht über die Änderungen am System informiert wurde. Auch bestimmte Datenschutzeinstellungen waren anfangs davon betroffen und wurden durch die Installation des Updates wieder auf den Standardwert zurückgesetzt – hierbei handelte es sich jedoch laut Microsoft um einen Fehler, der mittlerweile korrigiert wurde.
Das Update auf Version 1703 entschärfte einige der oben beschriebenen Probleme. Die zuvor gemachten Einstellungen werden während des Updates angezeigt und können geändert werden. Ohne Änderung bleiben sie erhalten. Das Aufschieben von Updates kann nun in der Pro- und Enterprise-Edition einfacher und feiner konfiguriert werden. Microsoft wurde für diese Änderung gelobt, denn dadurch könnten erfahrene Benutzer die Wartbarkeit ihres PCs verbessern. Kritisiert wurde jedoch, dass Nutzer der Home-Edition weiter „wie Beta-Tester behandelt werden“, da sie diese Aktualisierungen nach wie vor nicht beeinflussen oder aufschieben können.

### Aufdringliche Upgrade-Aufforderungen
Immer wieder wurde Microsoft vorgeworfen, aufdringliche Werbeprogramme für den Umstieg auf Windows 10 als Update der vorhandenen Systeme Windows 7 und 8.1 veröffentlicht zu haben, welche aufgrund ungenauer Beschreibungen mitunter ungewollt auf dem Rechner installiert worden waren. Zusätzlich wurden durch die installierten Werbeprogramme die Installationsdateien für Windows 10 ungefragt heruntergeladen (in der Presse vielfach als „Zwangsdownload“ aufgegriffen), was zu einer Abmahnung von Verbraucherschützern führte, die dies als „unzumutbare Belästigung“ eingestuft hatten.
Ab Anfang 2016 wurde Windows 10 als „empfohlenes Update“ für die Vorgängersysteme eingestuft, wodurch Windows 10 auf manchen Systemen ungefragt zur automatischen Installation vorgemerkt wurde. Im Mai 2016 kam es darüber zu einer Kontroverse, weil Microsoft das Wegklicken eines zuvor erscheinenden Hinweisfensters per „Schließen“-Button als implizite Zustimmung wertete. Infolgedessen wurde Windows 10 ohne explizite Einwilligung des Anwenders kurze Zeit später automatisch installiert. Um die automatische Installation zu verhindern, musste ein Link innerhalb des Hinweisfensters angeklickt werden, der leicht zu übersehen gewesen sei. Microsoft wurde vorgeworfen, auf aggressive Weise den Erfolg von Windows 10 erzwingen zu wollen. Eine Nutzerin aus Kalifornien, der nach eigenen Angaben Windows 10 ohne ihre Zustimmung installiert wurde, hat Microsoft deswegen verklagt. Der Konzern zahlte ihr in einer außergerichtlichen Einigung 10.000 Dollar Einkommenseinbußen. Dies wurde seitens der Fachpresse als indirektes Eingeständnis von Microsoft interpretiert, dabei zu weit gegangen zu sein, den „Schließen“-Button als Zustimmung zu werten.

### Ungefragte Installation von Programmen
Nach dem Anniversary Update vom 2. August 2016 installierte Windows 10, ohne den Nutzer zu fragen, selbstständig Apps und Spiele wie z. B. das Spiel „Candy Crush Soda Saga“ oder die Netflix-App. Alle installierten Apps sind zwar kostenlos, finanzieren sich aber über In-App-Käufe. Bei einer Deinstallation durch den Nutzer wurden die Apps zwar entfernt, allerdings kurz darauf wieder heruntergeladen und neu installiert, was sich nur durch einen Eingriff in die Registry verhindern lässt. Ohne diese Änderung des Registry-Eintrags wurde somit Festplattenspeicher von ungewünschten Apps dauerhaft belegt und stand somit nicht mehr zur Verfügung.
Im Oktober 2020 wurden bei einzelnen Nutzern von Windows 10 in Kombination mit dem neuen Chromium-basierten Edge-Browser Programmverknüpfungen für die Web-basierten Office-Anwendungen Word, Excel, PowerPoint und Outlook entdeckt, die ohne Zutun des Anwenders erstellt wurden. Dabei könnte es sich jedoch um einen Programmfehler (englisch bug) handeln.

### Drang zu Windows-11-Upgrade
Anfang 2023 hat Microsoft damit begonnen, unter Windows-10-Anwendern vergleichsweise aufdringlich für das Upgrade auf den Nachfolger Windows 11 zu werben. Es öffnet sich eine Werbeanzeige auf dem gesamten Bildschirm, dass man Anspruch auf Windows 11 habe. Dort kommen Dark Patterns zum Einsatz, die den Nutzer zum Upgrade verleiten sollen. Augenscheinlich steht nur die Wahl zwischen sofortigem Upgrade und dem Planen. Erst ganz unten in kleiner Schrift ist versteckt eine Option sichtbar, um Windows 10 zu behalten.

### Probleme mit ClearType
Im Juli 2023 berichtete heise online, dass der Schriftrenderer ClearType bereits seit vier Jahren nicht mehr richtig funktioniert. Betroffen sind Windows 10 und 11, Windows 10 seit dem Update 1903 von Mai 2019.
Um die Darstellung von Schriften zu verbessern, bedient sich ClearType des Subpixelrendering. Die Einstellung erfolgt über einen Dialog in fünf Schritten. Seit dem Update 1903 haben die Schritte 3 bis 5 jedoch keine Wirkung mehr. Dies ist vor allem bei farbempfindlichen Personen problematisch sowie bei OLED-Monitoren mit vom Standard abweichender Subpixanordnung, etwa W-OLED- und QD-OLED-Monitore. Schwarzer Text kann bunt werden. Des Weiteren wird kritisiert, dass nur eine Einstellung möglich ist, was bei Verwendung mehrerer Monitore zu Problemen führen kann.
Für Windows 10 wird empfohlen, ClearType auszuschalten und das Tool BetterClearTypeTuner zu verwenden, für Windows 11 ClearType einfach auszuschalten.